# 歓喜の熱狂
『歓喜の熱狂』（かんきのねっきょう、Szał uniesień、英語: Frenzy of Exultations）は、ポーランドの画家、ヴワディスワフ・ポドコヴィンスキーが1893年に描いた絵画で、ポドコヴィンスキーの作品の中で最も著名な作品と考えられている。この作品は、ポーランドが周辺諸国（ロシア、ドイツ、オーストリア）によって分割されていた時代における、最初の象徴主義の作品とみなされている。